# Hamididi
Hamidoğlu o dinastia degli Hamid era uno dei Beilikati del XIV secolo che emersero come conseguenza del declino del Sultanato selgiuchide di Rum e che ha regnato nella regione attorno a Eğirdir e Isparta nel sud-ovest dell'Anatolia.
Il Beylik è stato fondato da Feleküddin Dündar Bey, del quale il padre İlyas e il nonno Hamid erano sovrani degli Stati di frontiera, (Ghazi), sotto i Selgiuchidi.
Il fratello di Dündar Bey, Bey Yunus fondò il Beylik di Teke nella zona tra Antalya e Korkuteli, a sud degli Hamididi. Il Beylikato subisce un declino e nel 1374 viene venduto in parte agli ottomani e poi dagli stessi annesso nel 1391.
La suddivisione amministrativa ottomana che aveva capoluogo a Isparta, all'incirca corrispondente all'odierna Provincia di Isparta, è stata chiamata il "Sangiaccato di Hamid" fino ai primi anni della Repubblica di Turchia.

## Storia
Due fratelli, si stabilirono nel sud ovest dell'Anatolia. Il loro nonno si chiamava Hamid ed è l'eponimo delle due famiglie.
Il primo, Feleküddin Dündar, si insediò nell'entroterra della Pisidia a Eğirdir sulla via commerciale che andava dal mar Nero al Mediterraneo. Egli creò la dinastia degli Hamididi vera e propria. La regione è chiamata Hamid-eli.
Il secondo, Yunus si stabilì sulla costa mediterranea in Lidia e Pamphylia a Antalya dove fonda la dinastia dei Tekke Il loro padre avrebbe regnato su Antalya sotto la sovranità dei Selgiukidi.
Feleküddin Dündar cambia il nome di Eğirdir in Felekbâr o Felekâbâd. Nel 1324, Dündar subisce gli attacchi di Timurtaş, secondo figlio di Chupan, che è il rappresentante dell'ultimo grande Ilkhan di Persia Abu Saïd Bahadur.
Timurtaş tenta di riunire i domini in Anatolia dei Mongoli sotto di sé. Dündar viene ucciso, i suoi figli si rifugiano in Egitto.
Timurtaş sottomette i due principati degli Hamididi e dei Teke e dona Antalya a Mahmud, un figlio di Yunus. I membri della famiglia poi fuggono presso i Mamelucchi in Egitto per poi ritornare dopo la caduta in disgrazia e l'esecuzione di Timurtaş.
Nel 1327, Chupan, caduto anch'esso in disgrazia, è giustiziato dall'Ilkhan Abu Saïd Bahadur. Timurtaş si rifugia in Egitto dai Mamelucchi i quali, per non fare un torto a Abu Saïd, lo uccidono.
Hizir (Khidhr) un figlio di Dündar reinsedia la dinastia a Eğirdir. Conquista i distretti di Beyşehir, Seydişehir e Akşehir.
Nel 1328, Necmeddin Ishak succede a suo fratello. È lui che Ibn Battuta incontra quando attraversa Eğirdir (Akrīdūr nel testo):
(Battûta, p. 118, cap. Du Sultan d’Akrîdoûr.)
Qualche giorno dopo Ibn Battûta passa a Gölhisar dove incontra Mehmed Çelebi fratello di Ishak:
(Battûta, pp. 119-120, cap. Du Sultan de Koul Hissâr.)
Muzafferüddin Mustafa, il figlio di Mehmed Çelebi, succede a suo zio nel 1344.  Hüsameddin Elyas, il figlio di Mustafa, succede a suo padre nel 1357. È continuamente in guerra coi Karamanidi e sconfitto da loro più volte. Kemaleddin Hüseyin è il figlio di Elyas. Gli succede nel 1374.  Vende la maggior parte dei suoi domini al sultano ottomano Murad I.
È noto che suo figlio Mustafa segue Murad I e prende parte con lui alla battaglia del Kosovo nel 1389. Il Beylicato è completamente annesso al sultanato ottomano nel 1391. Le città ad est della provincia, vale a dire Beyşehir, Seydişehir e Akşehir sono allora occupate dai Karamanidi e saranno la causa di numerosi conflitti tra i Karamanidi e gli Ottomani.

## La dinastia

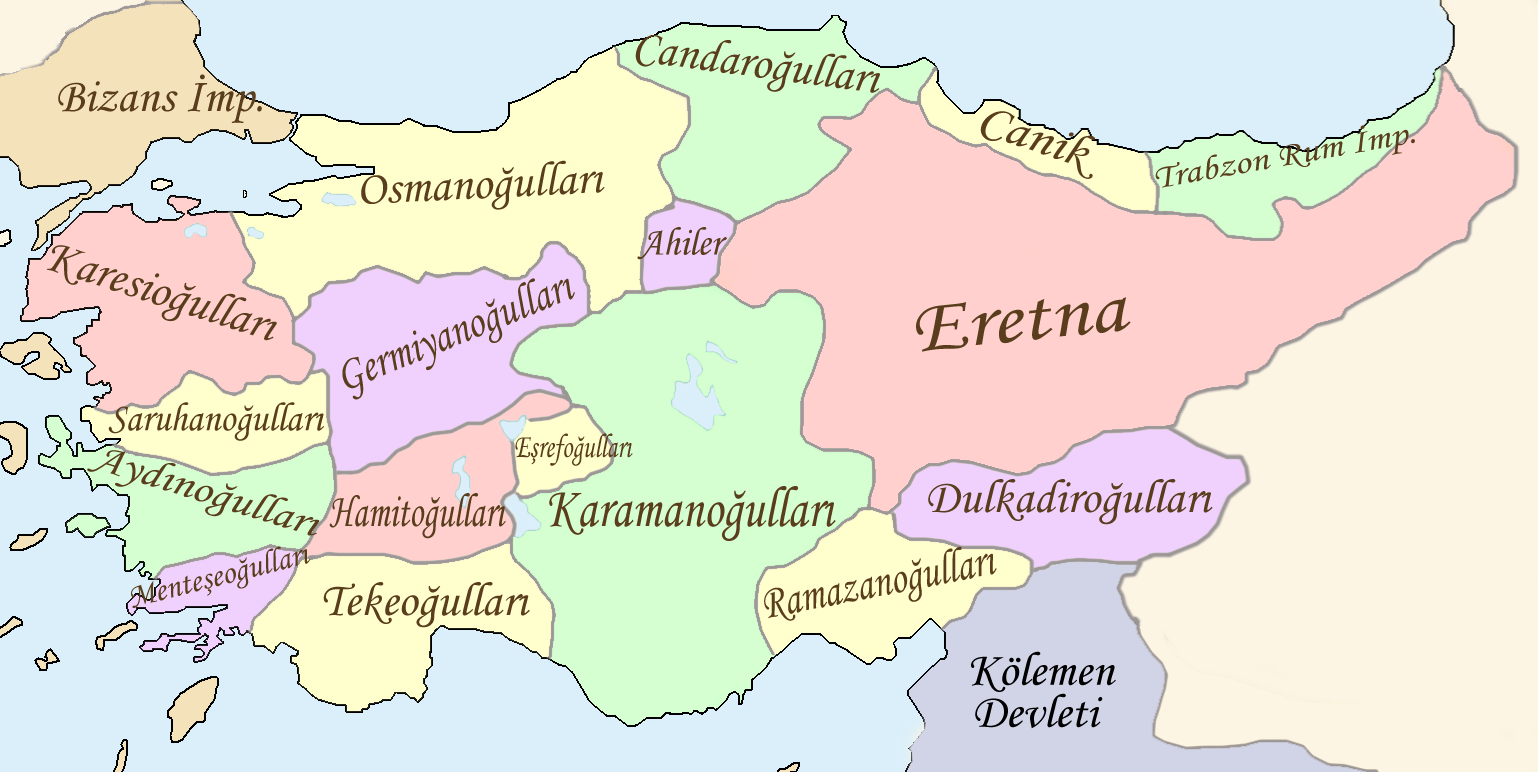
Carta dei beilikati d'Anatolia formatisi dopo la Battaglia di Köse Dağ (26 giugno 1243)

| Data        | Nome                                                                         | Nome turco                                                                   | Figlio di                                                                    |                                                                              |
| ----------- | ---------------------------------------------------------------------------- | ---------------------------------------------------------------------------- | ---------------------------------------------------------------------------- | ---------------------------------------------------------------------------- |
| 1301-1324   | Falak al-Dîn Dûndâr                                                          | Feleküddin Dündar                                                            | Ilyâs / Teke ?                                                               | Fondatore della dinastia.                                                    |
| 1324-1327   | Occupazione da parte di Timurtaş figlio secondogenito dell'Ilkhanide Chupan. | Occupazione da parte di Timurtaş figlio secondogenito dell'Ilkhanide Chupan. | Occupazione da parte di Timurtaş figlio secondogenito dell'Ilkhanide Chupan. | Occupazione da parte di Timurtaş figlio secondogenito dell'Ilkhanide Chupan. |
| 1327-1328   | Khidhr                                                                       | Hizir                                                                        | Dündar                                                                       |                                                                              |
| 1328-~1344  | Najm al-Dîn Abû Ishâq                                                        | Necmeddin Ishak                                                              | Dündar                                                                       |                                                                              |
| ~1344-~1357 | Muzaffar al-Dîn Mustafâ                                                      | Muzafferüddin Mustafa                                                        | Mehmed Çelebi figlio di Dündar                                               |                                                                              |
| ~1357-~1374 | Husâm al-Dîn Ilyâs                                                           | Hüsameddin Elyas                                                             | Mustafa                                                                      |                                                                              |
| ~1374-1391  | Kamâl al-Dîn Husayn                                                          | Kemaleddin Hüseyin                                                           | Elyas                                                                        | Vende una parte del beylicato a Murad I.                                     |
| 1391        | Annessione all'Impero ottomano.                                              | Annessione all'Impero ottomano.                                              | Annessione all'Impero ottomano.                                              | Annessione all'Impero ottomano.                                              |